# Format de pellicule cinématographique

Description d'un film 35 mm ; « côté projecteur » suppose un projecteur à chargement à droite (en regardant la salle), ce qui est le cas général.

Le format de pellicule cinématographique désigne la dimension des films utilisés dans le cinéma argentique. Le concept est distinct de celui de format d'image (projection).

## Formats

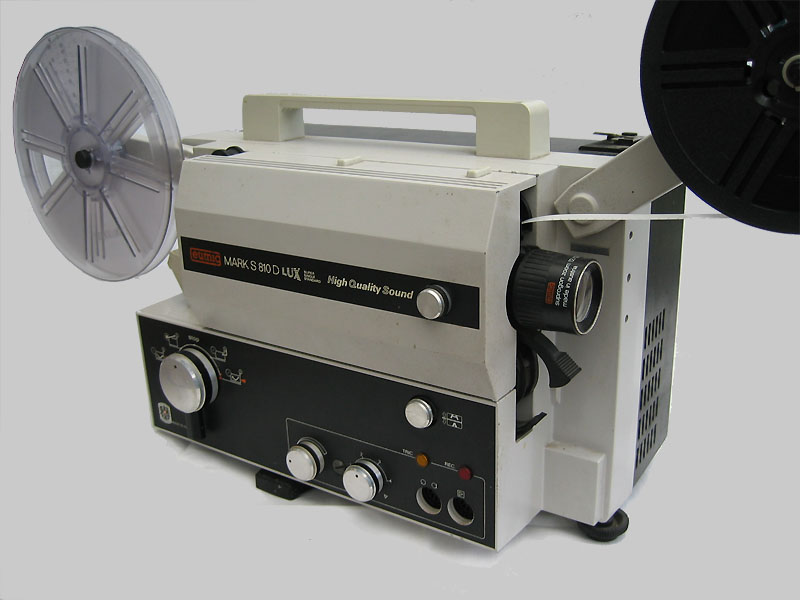
Un projecteur Super 8 sonore magnétique

La pellicule utilisée peut être de largeur de dimensions variables et supporte généralement la bande sonore. Le format est indiqué par la largeur de la pellicule en millimètres :
- 8 mm, Super 8

Le Super 8 possède des qualités de texture d'image, de maniabilité et de faible coût qui le font encore utiliser de nos jours par le cinéma amateur (bien que la vidéo l'ait presque entièrement remplacé), par une société japonaise de télé-surveillance, mais surtout par le cinéma expérimental (dont certains festivals montrent encore chaque année de nombreux films dans ce format) et par quelques réalisateurs en tant que pellicule intermédiaire (tournage en super 8, télécinéma, et kinescopage en 35 mm).
- 9,5 mm

Le format 9,5 mm, le premier véritable format amateur, est encore utilisé pour sa qualité d'image comparable au 16 mm.
- 16 mm, super 16

Le 16 mm est utilisé pour le cinéma semi-professionnel ou lorsqu'il est important d'avoir une infrastructure légère : cinéma documentaire, cinéma expérimental.
- 35 mm

Le 35 mm est le format professionnel le plus courant dans le cinéma de fiction traditionnel.
- 70 mm

Le 70 mm est utilisé en remplacement du CinemaScope (seules certaines salles sont équipées de projecteurs 70 mm).
La pellicule est munie de perforations qui permettent son entraînement et l'immobilisation d'une portion de la pellicule pour la projection de l'image. Les pellicules 8 mm et 16 mm ont leurs perforations sur un seul côté, avec une seule perforation par image. Les pellicules 9,5 mm ont leurs perforations au milieu de la pellicule, entre les images. Les pellicules de 35 et 70 mm ont des perforations des deux côtés, et plusieurs perforations par image (quatre de chaque côté pour le 35 mm), ce qui permet une meilleure stabilité de l'image ; en revanche, si l'on doit couper une partie du film pour des raisons de détérioration, il est nécessaire de couper une image entière, sous peine d'introduire un décadrage.
Il faut distinguer le format de la pellicule du format de projection, c'est-à-dire de la largeur de l'image, qui est elle un choix du réalisateur. Afin de donner un format plus large à certains films, on utilise la technique de l'anamorphose : une lentille cylindrique verticale comprime la vue horizontalement à la prise de vue, et une lentille inverse le rétablit dans ses proportions originales à la projection.